# André Navarri
André Navarri, (1953) é um empresário francês, graduado em engenharia na École centrale Paris.

## Biografia
Navarri começou sua carreira no cargo de consultor para "SCET International" no Brasil e "EXA International" no Brasil e África.
Ele se juntou a "Alstom Unelec" em 1979 como engenheiro na China e no Oriente Médio, onde ele alavancou seu conhecimento e experiência em engenharia e consultoria.  Alcançando a posição senior na Alstom Unido na Indonésia, na "Alstom Transmission and Distribution" em França, e na divisão de equipamentos da "Alstom Transport", também na França.
De 1996 a 1999, ele foi Presidente da divisão de transporte, durante o tempo que ele gerenciou os negócios até atingir a posição de liderança no setor.  Suas realizações lá incluíram exportações, sistemas, serviços e sinalização; instalação de novos projetos de gerenciamento de processos e monitores de performance; melhorando a eficiência nas compras e desse modo reduzindo custos. Tornou-se então presidente de operações em Alcatel, onde era responsável pelas operações de manufatura, comprar, processos de negócio, sistemas de informação e qualidade. 
Foi também, por algum tempo CEO da Valeo de maio 2000 a fevereiro 2001.
Em Fevereiro de 2004, André Navarri foi indicado Presidente da Bombardier Transportation.
Em dezembro de 2004, além das suas tarefas como Presidente da Bombardier Transportation, o Sr. Navarri foi indicado para a Vice Presidência executiva da corporações Bombardier, junto com Laurent Beaudoin, Presidente e Chief executive officer, e Pierre Beaudoin, Presidente e COO da "Bombardier Aerospace", no recêm criado escritório para a presidência.  Ele também e membro da comissão de Diretoria da Corporação.
Em Maio de 2005, o Sr. Navarri foi indicado presidente da "Association of the European Railway Industries" (UNIFE).